# Île de Sant'Antioco
Pour les articles homonymes, voir Sant'Antioco (homonymie).
L'île de Sant'Antioco est la deuxième plus grande île de l'archipel sarde avec 108,9 km2 de superficie. Elle se situe au nord-est du golfe de Palmas, à la pointe sud-ouest de la Sardaigne à laquelle elle est reliée par un pont routier. On y trouve deux communes, Sant'Antioco et Calasetta.
À son extrémité nord se situe l'île de San Pietro (Sardaigne), reliée à Calasetta par un service de ferries et avec laquelle elle forme l'archipel du Sulcis.

## Histoire
À l’époque préhistorique, l’île est peuplée par des populations de l’ère nuragique. Dans la partie au nord-est, une agglomération appelée Sulky est fondée par les Phéniciens aux alentours du IXe siècle av. J.-C. Ensuite, elle est conquise par les Carthaginois vers le VIe siècle av. J.-C. puis soumise à l’empire romain après les guerres puniques et baptisée Sulcis, qui a donné son nom actuel à la région avoisinante.
Après la chute de l’empire romain, l’île est annexée à l’empire romain d’Orient et jouit d’une relative autonomie sous le judicat de Cagliari. Elle subit les invasions barbares, la domination de Pise et de l'Aragon, jusqu’au traité d'Utrecht (1713) où elle est incorporée comme toute la Sardaigne au royaume de Savoie.

## Environnement
L'île est dotée de plages relativement peu fréquentées, même pendant les périodes d’afflux touristique. Elle possède des emplacements extrêmement intéressants pour les activités sous-marines, propices à la pêche au gros au printemps ou en automne. Les étangs environnants forment une zone humide d’un très grand intérêt pour leur faune : flamants roses, cormorans, aigrettes garzette, goëlands et autres espèces d’oiseaux aquatiques, peuvent facilement être observés.
Le faucon d'Éléonore qui migre en automne en Afrique, vit et se reproduit sur les hautes falaises de la partie ouest.
C’est l’un des rares endroits au monde où on file et on tisse le byssus, fibre sécrétée par le mollusque nommé pinna nobilis, présent dans les lagunes sablonneuses.